# Kondrat’eva-Pyridin-Synthese
Die Kondrat’eva-Pyridin-Synthese, benannt nach G. Y. Kondrat'eva, ist eine Namensreaktion aus dem Bereich der organischen Chemie und wurde 1957 erstmals beschrieben. Die Kondrat’eva-Pyridin-Synthese ermöglicht die Darstellung von Pyridin-Derivaten aus  Oxazol und einem substituierten Alken (auch Dienophil genannt).

## Übersichtsreaktion
Oxazol reagiert mit einem Dienophil unter Wasserabspaltung zu Pyridin. Die Reaktion ist ein Beispiel für eine Diels-Alder-Reaktion. Die neu geknüpften Bindungen sind  blau  markiert:

## Reaktionsmechanismus
Ein plausibler Reaktionsmechanismus wurde von Zerong Wang formuliert. Demnach reagiert das Oxazol 1  mit dem Dienophil 2 zu dem Bizyklus 3. Durch Elektronenumlagerung kommt es zur Umwandlung zu einem einfachen Ringsystem. Unter Wasserabspaltung entsteht anschließend unter Aromatisierung das Pyridin-Derivat 4.